# Peregrine Osborne, 3. Duke of Leeds

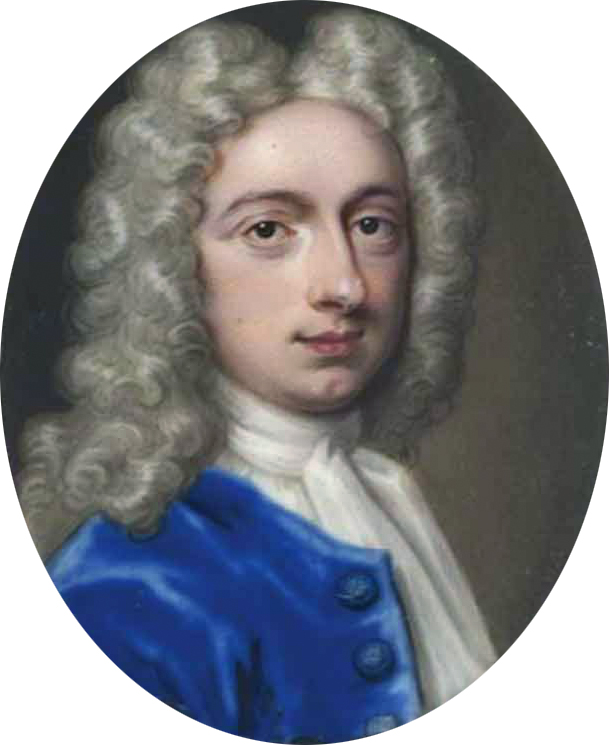
Peregrine Hyde Osborne, 3. Duke of Leeds

Peregrine Hyde Osborne, 3. Duke of Leeds  (* 11. November 1691; † 9. Mai 1731) war ein britischer Aristokrat (Peer) während der Regentschaft von Georg I. und Georg II.

## Leben
Peregrine Hyde Osborne war der zweite Sohn von Peregrine Osborne, 2. Duke of Leeds, (1659–1729) und Bridget Hyde (1662–1733), Tochter von Sir Thomas Hyde, 2. Baronet, of Aldbury (1594–1665). Sein älterer Bruder William Henry Osborne, Earl of Danby (1690–1711) war bereits früh verstorben, so dass Peregrine Hyde Osborne 1712 den Höflichkeitstitel Marquess of Carmarthen als Erbe des Herzogtitels erhielt.
1712 heiratete Osborne Lady Elizabeth Harley (1686–1713), jüngste Tochter von Robert Harley, 1. Earl of Oxford and Mortimer, der damals Lord High Treasurer war. 1713 verstarb Elizabeth bei der Geburt des einzigen Kindes von Peregrine Osborne, Thomas Osborne, der später der 4. Duke of Leeds werden sollte.
Von 1712 bis 1713 war Osborne Lord Lieutenant von East Riding of Yorkshire. 1719 heiratete Osborne Lady Anne Seymour, Tochter von Charles Seymour, 6. Duke of Somerset, die bereits 1722 starb. 1725 heiratete Osborne ein drittes Mal, diesmal Juliana Hele (1705–1794), Tochter von Roger Hele, Gutsherr von Holwell in Devon.
Beim Tod seines Vaters 1729 erbte er dessen Titel als 3. Duke of Leeds, 3. Marquess of Carmarthen, 3. Earl of Danby, 3. Viscount Latimer, 3. Viscount Osburne, 3. Baron Osborne und 4. Baronet, of Kiveton. Bereits zwei Jahre später 1731 starb Peregrine Hyde Osborne im Alter von 39 Jahren.